# Stelis cockerelli
Stelis cockerelli är en biart som först beskrevs av Hicks 1933.  Stelis cockerelli ingår i släktet pansarbin, och familjen buksamlarbin. Inga underarter finns listade i Catalogue of Life.